# Puente Banpo

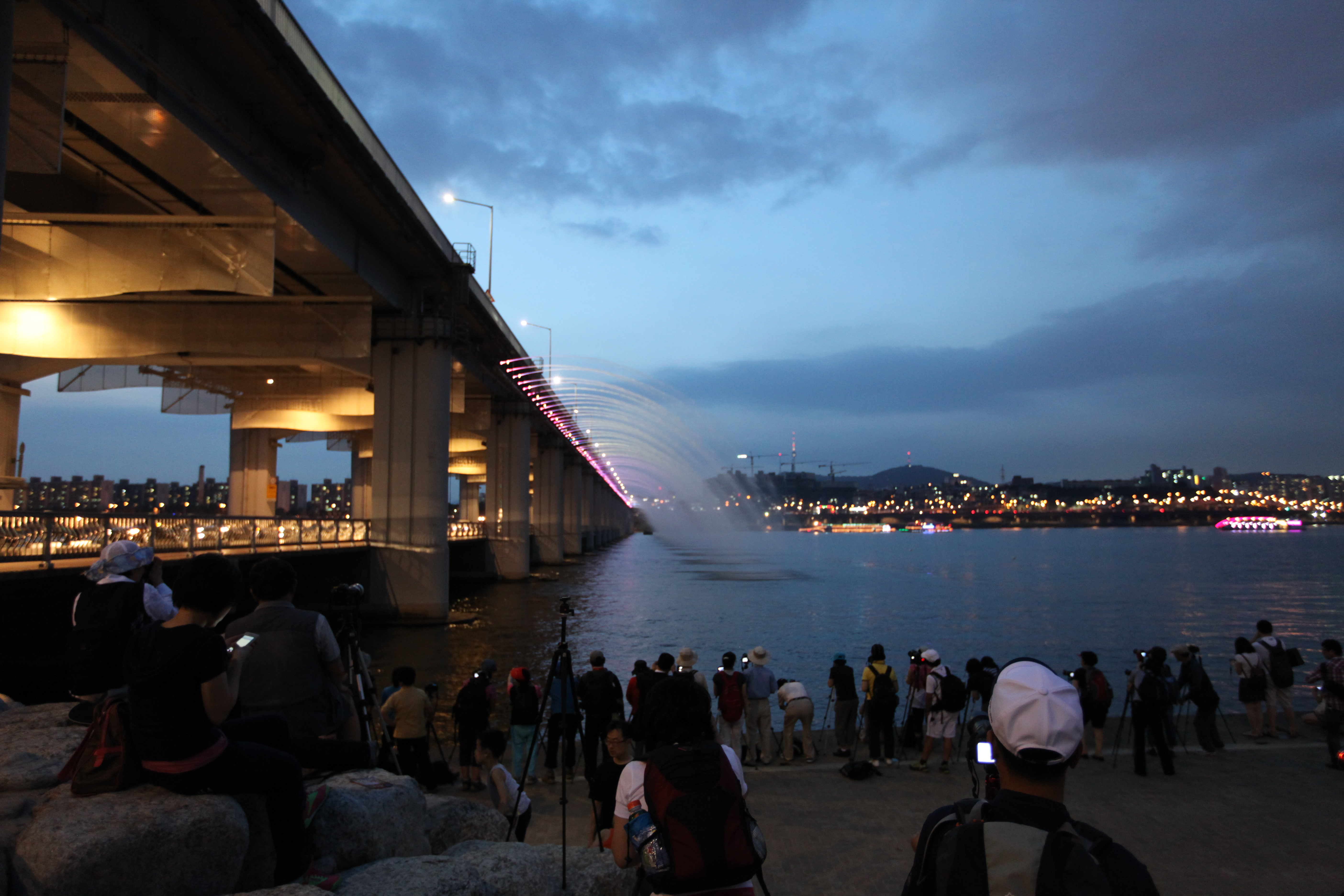
Imagen tomada desde la orilla del río Han, mostrando la parte inferior del puente Banpo

Puente Banpo (Coreano: 반포대교, Hanja: 盤浦大橋) es un puente principal ubicado en el centro de Seúl sobre el Río Han, en Corea del Sur; conecta los distritos de Seocho y Yongsan. El Puente Banpo se encuentra encima del Puente Jamsu, formando un puente de “dos pisos”. Durante los periodos de fuertes lluvias, el puente Jamsu está diseñado para sumergirse a medida que el nivel del agua aumenta,  debido a que el piso inferior se encuentra cerca del nivel del agua. La cubierta inferior incorpora senderos peatonales y carriles para bicicletas que proveen fácil acceso al parque Banco Hangang, ubicado en el lado norte del río. El Puente Banpo es un “puente en ménsula” y su construcción terminó en 1982.

## Fuente de Arco Iris
Es el puente con fuente más largo del mundo, que estableció un Récord Guinness Mundial con cerca de 10.000 bombillas LED que se encuentran a ambos lados de sus 1.140 metros de longitud, arroja cerca de 190 toneladas de agua por minuto. Instalado en septiembre de 2009 sobre el Puente Banpo. El alcalde de Seúl, Oh Se-hoon, resaltó que el puente embellecerá aún más la ciudad y mostrará el lado ecológico de Seúl; el agua es bombeada directamente desde el río y reciclada de forma continua. El puente cuenta con 38 bombas de agua y 380 mangueras en cada lado que vierten 190 toneladas de agua por minuto del río que se encuentra 20 metros por debajo de la cubierta y arroja el agua hasta 43 metros horizontalmente